# نظريات المؤامرة الحيوانية المتعلقة بإسرائيل
نظريات المؤامرة الحيوانية المرتبطة بإسرائيل هي إدعاءات تدعي أن إسرائيل تستخدم الحيوانات لمهاجمة المدنيين أو للقيام بالتجسس. وكثيراً ما يُبلِغ عن هذه المؤامرات باعتبارها دليلًا على «المؤامرة الصهيونية» أو «الإسرائيلية».
ومن الأمثلة على ذلك هجمات القرش في ديسمبر 2010 في مصر، وادعاءات حزب الله بالقبض على عقبان تجسس إسرائيلية، والقبض عام 2011 على نسر أسمر يحمل جهاز تتبع الأقمار الصناعية من صنع إسرائيلي في السعودية.

## هجمات القرش
في ديسمبر 2010 وقعت عدة هجمات لأسماك القرش قبالة منتجع شرم الشيخ في جنوب سيناء في مصر.
في أعقاب الهجمات، وفي مقابلة في برنامج توفيق عكاشة مصر اليوم الشهير والمثير للجدل، قَدم الكابتن مصطفى إسماعيل بصفته «غواصًا مشهورًا»، والذي زعم أن جهاز تتبع نظام تحديد المواقع الموجود على أحد أسماك القرش كان في الواقع «جهاز توجيه» زرعه عملاء إسرائيليون. في مقابلة تلفزيونية مع محافظ جنوب سيناء، محمد عبد الفضيل شوشة، للتعليق على ما حدث قال في البداية: «ما يقال بشأن إلقاء الموساد سمكة قرش قاتلة (في البحر) لضرب السياحة في مصر أمر غير مستبعد، ولكن يحتاج إلى وقت للتأكد منه». ردًّا على ذلك، أشارت وزارة الخارجية الإسرائيلية إلى أن شوشة شاهد «الفك المفترس (جاوس) لمرات عديدة في لحظة واحدة». رفض المحافظ فيما بعد أي علاقة بين الحدث وإسرائيل.
وصف البروفيسور محمود حنفي، عالم الأحياء البحرية بجامعة قناة السويس، علاقة المؤامرة بإسرائيل بأنها «أمر محزن»، وأشار إلى أن علماء الأحياء البحرية يستخدمون أجهزة نظام تحديد المواقع لتعقب أسماك القرش، وليس للتحكم فيها عن بعد. أشار مسؤولون مصريون إلى أن الهجمات كانت بسبب الإفراط في الصيد، والتغذية غير القانونية، وإغراق جثث الأغنام، أو ارتفاع درجات حرارة المياه بشكل غير عادي.
كتب عمرو يوسف، الأستاذ المساعد في العلوم السياسية في الجامعة الأمريكية بالقاهرة، أن هذه النظريات وغيرها من نظريات المؤامرة ناتجة عن اعتقاد خاطئ بين عامة المصريين بأن إسرائيل بالغة القوة. كتب يوسف، «مع أن مثل هذه الادعاءات ليس لها أسباب واقعية أو منطقية، فلا أحد يتوقف عن التساؤل لماذا ينبغي على إسرائيل التي تواجه تحديات أمنية خطيرة (إيران، وحماس، وحزب الله... إلخ) أن تشغل نفسها بهذا النوع من الأشياء».

## طيور تحمل أجهزة ووسوم تتبع إسرائيلية
غالبًا ما توسم الطيور (وكذلك الحيوانات الأخرى) بأجهزة تتبع نظام تحديد المواقع أو نطاقات التعريف لتسجيل تحركاتها لتتبع هجرة الحيوانات وأسباب مماثلة. من المحتمل أن يسمح التتبع العالي الدقة المتاح لنظام مزود بنظام تحديد المواقع العالمي بتشديد الرقابة على الأمراض المعدية التي تنقلها الحيوانات مثل سلالة إتش 5 إن 1 من إنفلونزا الطيور.
وبحسب أوهاد هاتسوفي، عالِم البيئة المختص بالطيور التابع لسلطة الطبيعة والحدائق الإسرائيلية، فإن فكرة استخدام الطيور الموسومة للتجسس فكرة سخيفة. وقال «الطيور والحياة البرية الأخرى ملك لنا جميعا وعلينا أن نتعاون. يؤدي الجهل إلى هذه المعتقدات الغبية التي تُستخدم من أجل التجسس».

### النسر الأسمر
اختفى النسر الأسمر تقريبًا من جبال إسرائيل ووضِع في مشروع إعادة التوطين. كجزء من هذا المشروع، توسم النسور بأجهزة إرسال وملصقات لتتبع السكان.
في عام 2011 أمسك صياد بنسر أسمر يبلغ طول جناحيه نحو 8 أقدام (2.4 م) بالقرب من حائل، المملكة العربية السعودية، وعليه جهاز نظام تحديد المواقع وعلى ساقه وسم «جامعة تل أبيب». انتشرت شائعات بين السكان المحليين وترددت في بعض الصحف السعودية بأن الطائر أرسلته إسرائيل للتجسس على البلاد.
نفى الأمير بندر بن سلطان، الأمين العام لمجلس الأمن الوطني السعودي آنذاك، الشائعات وقال إن المعدات الموجودة على الطائر موجودة ببساطة للدراسة العلمية، وسرعان ما أطلِق سراح الطائر. وافقت الهيئات السعودية للحياة الفطرية على أن المعدات كانت لأغراض علمية فقط. وقال بندر في ذلك الوقت: «هرع بعض الصحفيين السعوديين في نقل أخبار هذا الطائر من أجل الحصول على سبق صحفي دون التحقق من المعلومات... كان عليهم أن يسألوا السلطات المختصة عن الطائر قبل نشر مثل هذه الأخبار». ووصف مسؤولون إسرائيليون الإشاعة بأنها «مضحكة» وقالوا إنهم «مذهولون».
وقال متحدث باسم سلطة الطبيعة والحدائق الإسرائيلية لصحيفة معاريف الإسرائيلية إن العلماء الإسرائيليين يستخدمون أجهزة نظام تحديد المواقع لتتبع طرق الهجرة. وقال «إن الجهاز لا يفعل شيئًا سوى استقبال وتخزين البيانات الأساسية عن مكان وجود الطائر». وقال عالم الطيور الإسرائيلي يوسي ليشم من جامعة تل أبيب إن هذا هو الاحتجاز الثالث من نوعه لطائر تتبعه علماء إسرائيليون منذ ثلاثة عقود. وأفاد أن السلطات السودانية احتجزت رخمةً مصريةً في أواخر السبعينيات، وبجعة بيضاء في أوائل الثمانينيات، تحمل كلاهما معدات إسرائيلية تستخدم لتتبع هجرة الحيوانات.
في يناير 2016 أمسك سكان قرية بنت جبيل اللبنانية نسرًا أسمرًا عليه وسم إسرائيلي بشبهة التجسس بعد تحليقه لأربعة كيلومترات (2.5 ميل) عبر الحدود. رُبِط الطائر بحبل، وبحسب مسؤولين أمنيين لبنانيين، جرى فحص أجهزة التنصت. أعادت قوات حفظ السلام التابعة للأمم المتحدة الطائر بعد ذلك إلى إسرائيل.

### الوروار
في مايو 2012 عثر القرويون بالقرب من مدينة غازي عنتاب جنوب شرق تركيا على وروار أوروبي ميت مع طوق تعريفي إسرائيلي على رجله، يستخدمه علماء الطبيعة لتتبع الطيور المهاجرة. قلق القرويون فربما الطائر حمل رقاقة من الاستخبارات الإسرائيلية للتجسس على المنطقة وأبلغوا المسؤولين المحليين. فحص مدير مديرية الزراعة والثروة الحيوانية في غازي عنتاب، عاكف أصلانباي، جثة الوروار وصرح أنه وجد أن «منقار الطائر مختلف جدًا وأخف بكثير من الآخرين، ويمكن استخدامه في الصوت والفيديو، وفي حالة إسرائيل، فهي تفعلها». تدخلت وحدة مكافحة الإرهاب قبل أن تؤكد وزارة الزراعة التركية للقرويين أنه من الشائع تزويد الطيور المهاجرة بأطواق من أجل تتبع تحركاتها. عزا مراسل البي بي سي، جوناثان هيد، الحدث إلى وجهة نظره القائلة بأن «نظريات المؤامرة غير القابلة للتصديق تتجذر بسهولة في تركيا، مع وجود مؤامرات إسرائيلية مزعومة بين أكثر الاعتقادات شيوعًا».

### النسر
في ديسمبر 2012 أفادت صحيفة سودانية أن الحكومة السودانية أمسكت نسرًا في بلدة كيرنيك، التي قال سكانها إنه طائر تجسس إسرائيلي موسوم عليه بالعبرية ومجهز بأجهزة إلكترونية. ادعت قناة برس تي في الإيرانية في وقت لاحق أن الطائر كان نسرًا «مجهزًا بأجهزة التتبع والمراقبة الأخرى للموساد».
قال أوهاد هاتسوفي، عالم بيئة المختص بالطيور، لموقع واي نيت الإخباري الإسرائيلي: «وسِم هذا النسر الصغير، إلى جانب 100 نسر آخر، في أكتوبر. ولديه طوقان تعريفيان على جناحيه ورقاقة نظام تحديد المواقع من صنع ألماني». ونفى هاتسوفي أن يكون للجهاز أي قدرات تصوير فوتوغرافية. في مقابلة مع سي إن إن، قال «أنا لست خبيرًا في الاستخبارات، ولكن ماذا تستفاد من وضع الكاميرا على نسر؟ لا يمكنك التحكم فيها. إنها ليست طائرة بدون طيار يمكنك إرسالها إلى حيث تريد. ما هي المنفعة من مشاهدة نسر يأكل من داخل جمل ميت؟»

### العوسق
يعتبر العوسق زائرًا متكررًا لإسرائيل وتركيا خلال موسم التعشيش.
في عام 2013 زعم حزب الله أنه أمسك عقبان تجسس إسرائيلية.
في العام نفسه عثر القرويون على عوسق يحمل طوقًا تعريفيًا إسرائيليًا على قدمه في محافظة إلازِغ، تركيا. في البداية، اعتبر الطاقم الطبي في جامعة الفرات الطائر «جاسوسًا إسرائيليًا» في وثائق تسجيلهم، ولكن بعد الفحوص الطبية الشاملة، بما في ذلك الأشعة السينية، تقرر أن الطائر لا يحمل أي معدات إلكترونية. ولم توجه أي تهم وأطلِق سراح العوسق وسُمح له بمواصلة تحليقه.

### عقاب بونلي
في عام 2011 زعم حزب الله أنه أمسك عقاب تجسس إسرائيلي في لبنان. وزعموا أن العقاب هو واحد من العديد من الطيور التي أرسلتها إسرائيل للتجسس وجمع المعلومات عبر أجهزة إرسال نظام تحديد المواقع عبر الشرق الأوسط. ردت جامعة تل أبيب قائلة: «في صباح اليوم، ذكرت وسائل الإعلام أن حزب الله اعتقل «جاسوسًا» إسرائيليًا. «الجاسوس» هو طير جارح كان جزءًا من مشروع بحثي أجرته جامعة تل أبيب على الطيور الجارحة».
كان العقاب الذي أُسقُطَ وسلّم إلى حزب الله، صغيرًا ومهددًا بالانقراض من نوع عقاب بونلي. وقال عالم الطيور الإسرائيلي يوسي ليشم إنه كان يتعقب الطائر للبحث، و «شعر بالإحباط الشديد» لقتله. «من المؤسف أن هذا الطائر ارتكب خطًأ غبيًا عندما انتقل إلى لبنان. لا يكفي أنهم يقتلون الناس، والآن يقتلون الطيور أيضًا».

### عقاب جملا
أمسكت قوات المعارضة السورية عقابًا نادرًا موسومًا من محمية جملا بمرتفعات الجولان للاشتباه في حمله أجهزة تجسس إلكترونية، ثم أعادته إلى إسرائيل في 5 سبتمبر 2017 كبادرة تقدير على العلاج الطبي الذي قدمته إسرائيل للسوريين أثناء الحرب الأهلية السورية.